# Архив Юго-Западной России
«Архи́в Юго-За́падной Росси́и» («Архив Юго-Западной России, издаваемый Комиссией для разбора древних актов, состоящей при Киевском, Подольском и Волынском генерал-губернаторе», ч. 1—8, К., 1859—1914; АЮЗР) — видання історичних документів і літературних пам'яток Правобережної і Західної України XIV—XVIII століття в 35 томах. Видане Тимчасовою комісією для розгляду давніх актів у Києві.

## Опис
Серія складається з восьми тематичних частин, що репрезентують документи Центрального архіву давніх актів при Київському університеті та акти приватних осіб, які стосуються історії православної церкви та її боротьби з католицькою, історії Визвольної війни, селянських та гайдамацьких рухів, становища різних соціальних станів, колонізації Правобережної України, розвитку місцевого управління, землеволодіння, судочинства.
- Перша частина (12 тт.) містить документи XV—XVIII ст. з історії боротьби православної церкви з католицькою (т. 2, 12), пам'ятки літературної полеміки православних з католиками (т. 7, 8, 9).
- Друга частина (3 тт.) — протоколи і постанови провінційних сеймиків (1569—1726), інструкції послам на генеральний сейм, відповіді короля на прохання провінційних сеймиків і т. ін.;
- Третя частина (6 тт.) — документи про козаків, визвольну війну українського народу 1648—54 на чолі з Б. Хмельницьким, гайдамацький рух, селянський рух у XVIII ст., матеріали шведських архівів про відносини Швеції з Річчю Посполитою, Московським царством, Трансільванією, Кримським ханством, Османською імперією і Україною (1649—1660);
- Четверта частина (1 т.) — документи про походження шляхетських родів (1443—1780);
- П'ята частина (2 тт., т. 2 у 2-х випусках) — документи з історії міст Київщини, Волині і Поділля (1432—1798) і про становище єврейського населення (1765—1791);
- Шоста частина (2 тт. з додатком окремого тома) — документи про економічне і правове становище селян в Україні в 1498—1795;
- Сьома частина (3 тт.) — документи про заселення Правобережної України (1336—1668), описи замків, люстрації староств, інвентарі, скарги, донесення тощо; т. 3 у 2-х випусках містить акти про заснування Переяслава, Лубен, Пирятина;
- Восьма частина (6 тт.) — акти юридичні (матеріали до історії місцевого управління, станів, землеволодіння, цивільного і кримінального права, судочинства тощо).

Більшість томів має передмову з детальним аналізом документів. До них додані іменні і географічні покажчики.
Систематизація різнорідних документів у тематичні групи (частини) надає всьому виданню чіткості і послідовності, що вигідно відрізняв його від інших публікацій того часу. АЮЗР опублікував багатий фактичний матеріал, який і досі не втратив наукового значення для висвітлення історії України XIV—XVIII ст.

## Цензурне обмеження
Хоча була проведена фундаментальна робота зі збору матеріалу, проте ця робота обмежувалася цензурою. До томів потрапили лише ті документи, які вписувалися в офіційну позицію історіографії Російської імперії. Із 8000 актів, відібраних для АЮЗР, туди потрапило тільки 2220. Є також дослідники, які під час архівної роботи неодноразово натрапляли на документи із відміткою про облік Тимчасовою Комісією, які однак не ввійшли до АЮЗРу.

## Неопублікований том
У рамках першої частини мав вийти ще один том — 13-й. Його автором був професор Київської духовної академії Степан Голубєв. Він містив, як і томи 7—9, пам'ятки полемічної літератури. Серед них «Кройніка» Феодосія Софоновича, «Київський синопсис» та «Літопис Густинського монастиря». Проте повільна робота з набором тому і проблеми викликані Першою світовою війною призвели до затримки друку. В підсумку вже в 1922 р. історик Сергій Маслов констатував, що вдалося врятувати лише 2 примірники тому, і то з втратою окремих аркушів. В подальшому й ці примірники згубилися і видання не побачило світ.